# Kavárna Union (Česká Lípa)
Kavárna Union, místně zvaná jako Unionka, je nejvýstavnější secesní stavbou v České Lípě (Liberecký kraj). Objekt, který se nachází v centru okresního města na rohu ulic Sokolské a Jindřicha z Lipé, je veden v evidenci kulturních památek pod názvem "Vinárna Union" s alternativním názvem "Kavárna Union" již od 3. května 1958. Pod číslem rejstříku 33401/5-5007 byla budova zapsána v Ústředním seznamu kulturních památek 11. června 1981.

## Popis stavby
Jedná se o třípatrovou rohovou budovu, zakončenou věžičkou s tzv. lucernou. Nároží stavby je zaoblené a po jeho stranách vystupují v prostoru prvního a druhého poschodí arkýře. Mezi těmito arkýři tvoří v 1. a 2. poschodí spojovací prvek balkony s kovovým zábradlím s ornamenty v secesním stylu. Oba arkýře jsou rovněž zakončeny menšími terasami na způsob balkonů s ozdobným zábradlím. Třetí arkýř se nachází na konci budovy v Sokolské ulici, kde přesahuje celou fasádu stavby od prvního až po nejvyšší třetí patro.Tento arkýř je v prostoru střechy opticky zakončen další, o něco menší věžičkou s lucernou. Ve střeše jsou kromě toho ještě vikýře, opatřené vždy párem menších oken.
V přízemí jsou celkem tři vstupy do budovy - dva po stranách v ulicích Jindřicha z Lipé a Sokolské a jeden v centrální části nároží. Kromě arkýřů jsou v prvním poschodí čtyři velká okna s podkovovitými oblouky, ve 2. a 3. poschodí budovy je pak celkem 12 os obdélníkových oken, jejichž rámy jsou zdobeny ornamenty.

## Historie
Kavárna Union stojí v místech, kde kdysi mezi hradbami bývala jižní městská brána, k níž vedla důležitá obchodní cesta, překonávající po mostech severní a jižní rameno řeky Ploučnice.

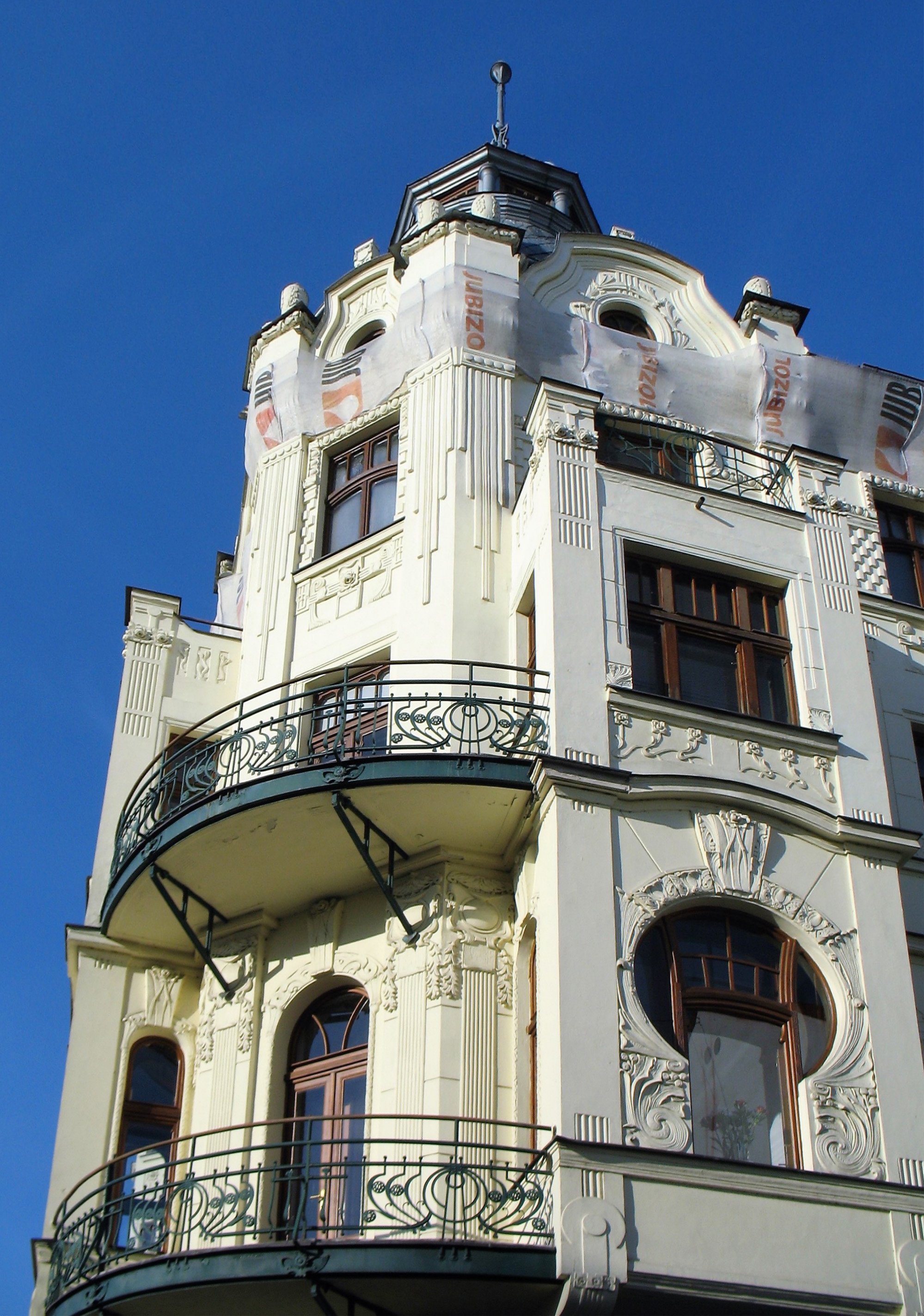
Nároží budovy s arkýři

Jižní, takzvaná Dlouhá brána (německy Langenthor), která stála na začátku Dlouhé ulice mezi čp. 108 a 114, spolu s dalšími třemi městskými branami poprvé vyhořela při požáru České Lípy v roce 1787. Městské hradby s branami byly zrušeny po dalším velkém požáru, ke kterému došlo 12. května 1820 a při kterém bylo ve vnitřním městě zničeno celkem 519 domů. Koryto Ploučnice, mezi jejímiž rameny jako na ostrově stával vodní hrad Lipý, sídlo mocného rodu Ronovců, bylo v průběhu let upravováno, až zcela změnilo původní podobu. První velká regulace toku řeky proběhla před rokem 1912, tj. ve stejné době, jako elektrifikace města. Už v roce 1896 byl kamenný most do centra města, o dva roky později pojmenovaný jako most Císařovny Alžběty, nahrazen mostem železným, byl vyměněn také most přes jižní rameno Ploučnice u kostela sv. Máří Magdaleny.
Poslední dekády v druhé polovině 19. století byly ve znamení velké přestavby České Lípy, budování inženýrských síti a dalších veřejných staveb. Na přelomu 19. a 20. století se při budování nových domů nebo přestavbě stávajících objektů v České Lípě výrazně projevil vliv secese. Z té doby pochází nejen podoba některých domů na hlavním náměstí, nyní chráněných jako kulturní památky, ale i vily v horní části Mariánské ulice, na Holém vrchu nebo bytové domy v Arbesově ulici. Byla zlikvidována městská jatka, která stála ve spodní části Sokolské ulice a odkud se vypouštěl odpad přímo do Ploučnice, a v roce 1901 byla v Dubici na okraji města otevřena jatka nová, jejichž budovy též nesly znaky vrcholného období secesní architektury.
V této době, kdy již pokročila modernizace města a mimo jiné byl též dobudován českolipský železniční uzel, začaly přípravy na výstavbu nové kavárny v centru města. Stavbu na rohu tehdejší Poštovní a Dlouhé ulice na místě dvou starších domů a někdejší městské brány navrhla a provedla místní firma Otto John & Josef Jisba.
Objekt, jehož projekt byl již v roce 1906 oceněn zlatou medailí na prvním libereckém veletrhu, byl otevřen veřejnosti v roce 1907. Kavárna byla v 1. poschodí, přízemí mělo být vyhrazeno pro obchody. Již od počátku se podnik, který stál poblíž jiné, o něco starší místní kavárny Central, jmenoval "Café-Restaurant Union". Prostory v přízemí budovy byly v následujících letech propojeny při pokusu zřídit zde v roce 1913 druhý českolipský biograf. Pokus však byl neúspěšný, místo kina bylo pak v přízemí kavárny velké železářství Kirschner, které v roce 1949 převzal národní podnik Technomat. V nabídce kavárny Union jako největšího podniku svého druhu ve městě nechybělo například plzeňské pivo a hosté si zde mohli vybrat i z řady tuzemských a zahraničních časopisů. V období po první světové válce byla kavárna místem pravidelných setkání židovských obchodníků z nedaleké židovské čtvrti.
V druhé polovině 20. století v tomto domě provozoval podnik Restaurace (RaJ) vinárnu "Union" (pozn.: tato skutečnost pravděpodobně vedla k tomu, že v dokumentaci z roku 1981 je tato nemovitá kulturní památka zapsána jako "vinárna"). Zmíněný národní podnik však o objekt řádně nepečoval a na konci 80. let byla budova prakticky v havarijním stavu. Při privatizaci v roce 1991 budovu koupila nedávno předtím založená pražská firma Krijcos, zaměřující se na provozování výherních automatů v restauračních provozech. Tato firma však nechala objekt dále chátrat. Budovu v roce 1997 odkoupilo město a následně se postaralo o její rekonstrukci.
Město Česká Lípa pronajímá na základě veřejné soutěže tento objekt zájemcům o provozování kavárny. V roce 2017 zde nová nájemkyně podniku nechala zařídit interiér mobiliářem, připomínajícím někdejší historické vybavení této kavárny.

## Okolí kavárny Union

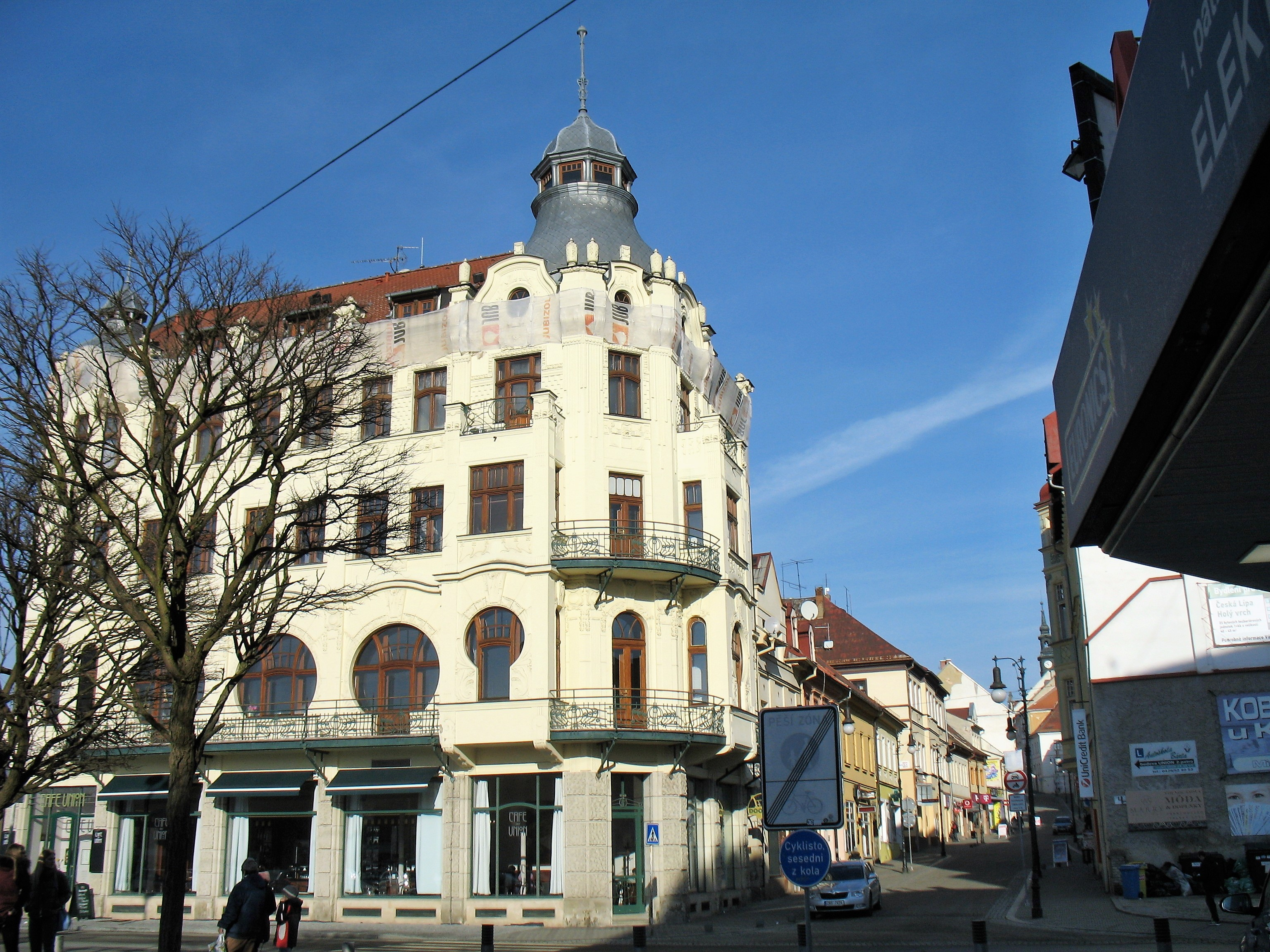
Pohled od OD Andy směrem k náměstí
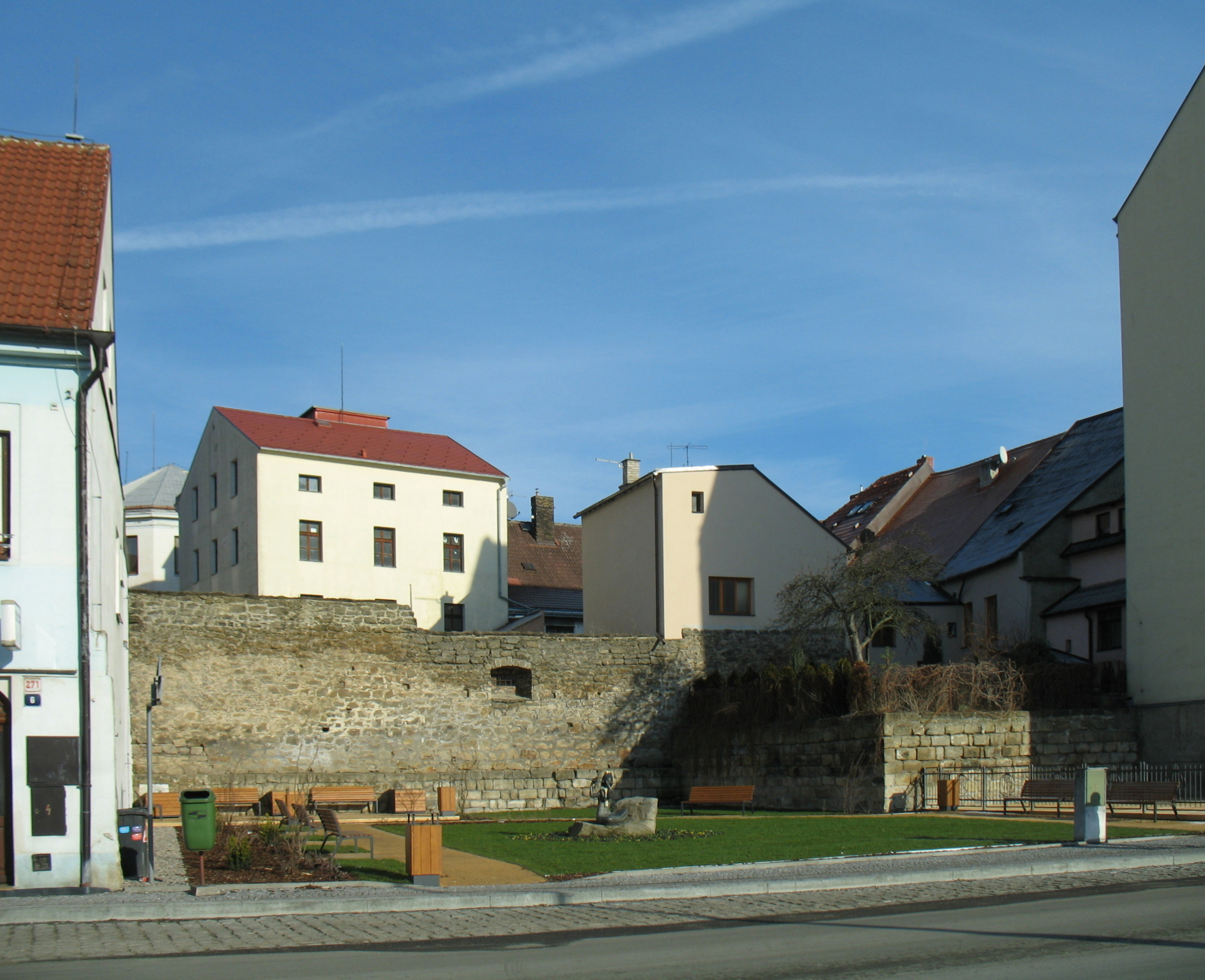
Pozůstatky městských hradeb za kavárnou
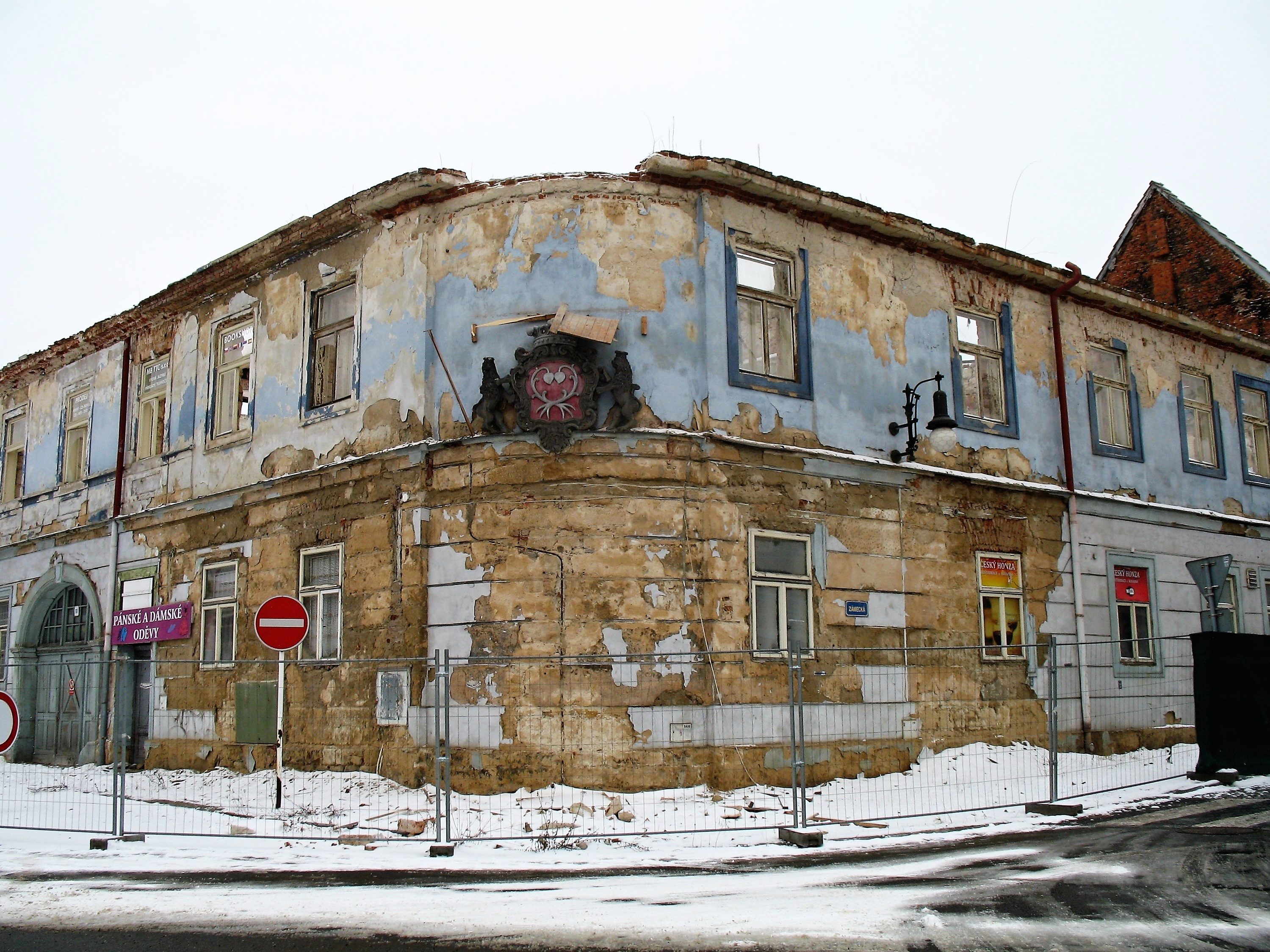
Zřícenina vyhořelého Kounicova domu
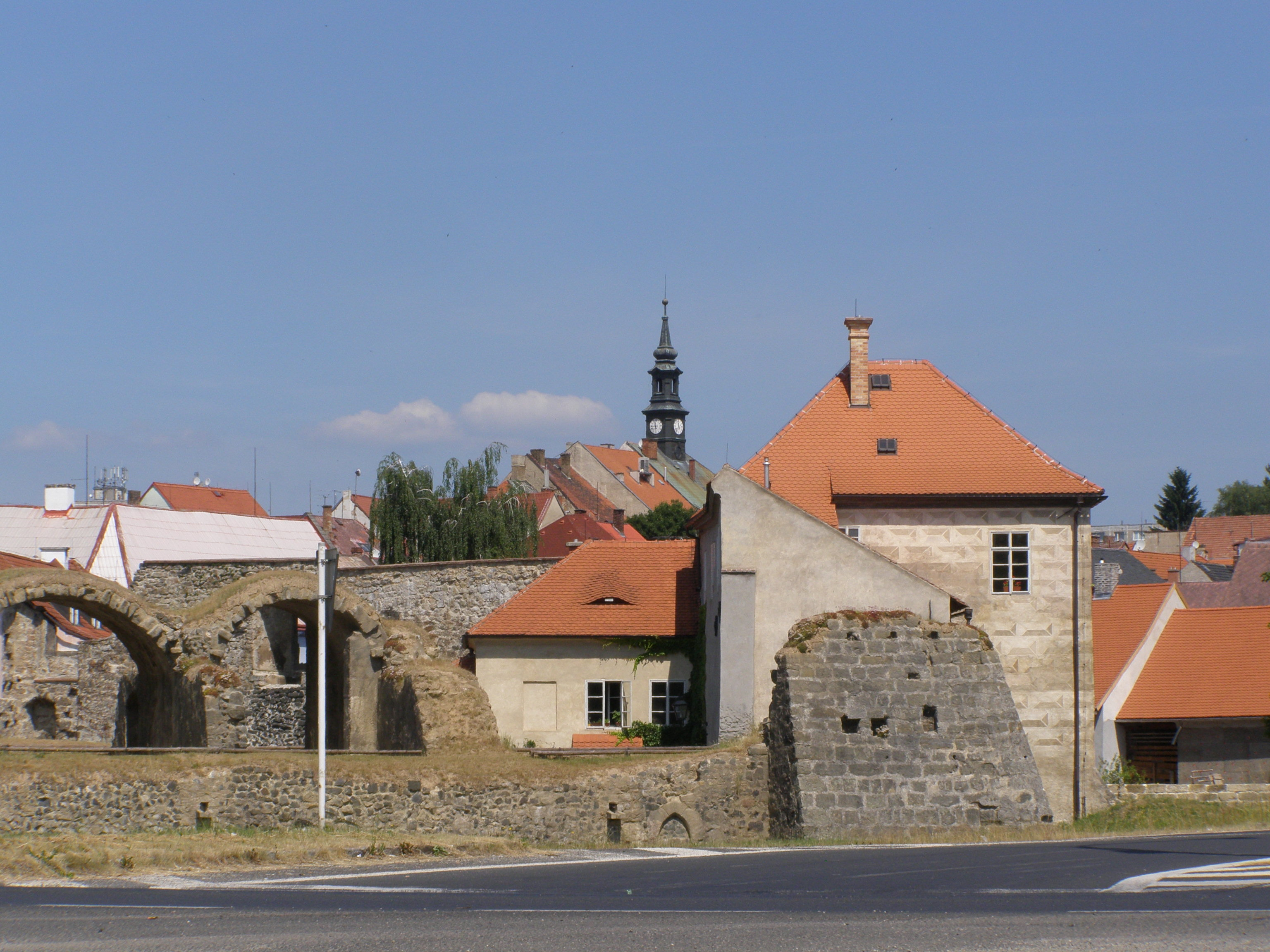
Opevnění někdejšího vodního hradu Lipý
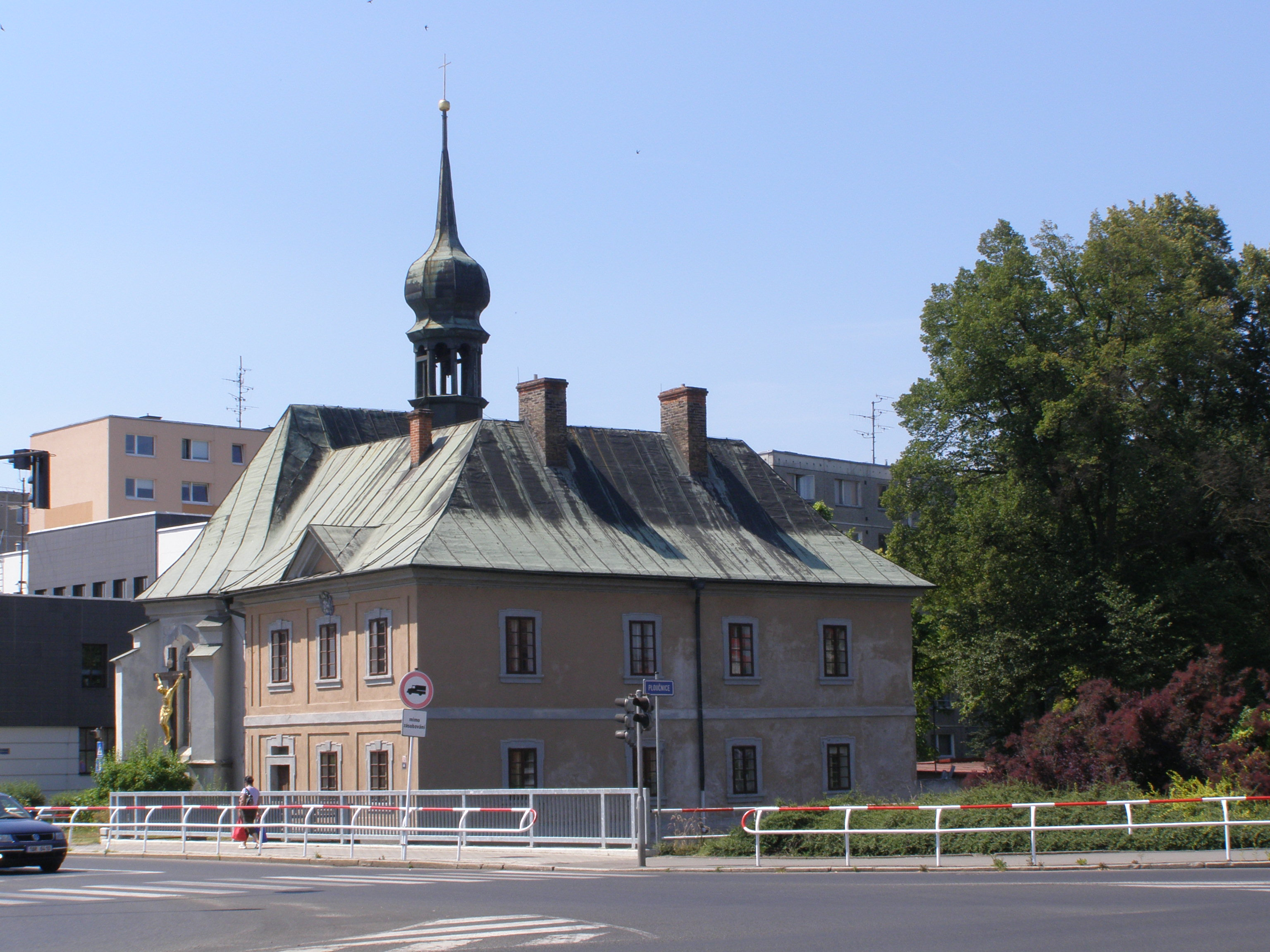
Kostel svaté Máří Magdaleny